# Phalacrus brunnipes
Phalacrus brunnipes là một loài bọ cánh cứng trong họ Phalacridae. Loài này được Brisout miêu tả khoa học năm 1863.